# Jacques Hermans
Jacobus (Jacques) Hermans (Blerick, 16 juli 1945) is een Nederlandse voormalig voetballer en voetbaltrainer.
Afkomstig van amateurclub SV Blerick maakte hij in 1969 op 24-jarige leeftijd de overstap naar het betaalde voetbal, bij de toenmalige tweededivisionist FC VVV. In een met 1-0 gewonnen thuiswedstrijd tegen ZFC op 17 augustus 1969, de openingswedstrijd van het seizoen 1969/70, maakte hij er zijn profdebuut. Hermans was direct al in zijn eerste seizoen een basisspeler en zou dat ook jarenlang blijven. Op 13 juni 1976 maakte hij deel uit van het elftal dat in de met 1-2 gewonnen uitwedstrijd bij FC Wageningen promotie afdwong naar de eredivisie.
In de openingswedstrijd van het seizoen 1976/77 liep Hermans een armblessure op die hem tien weken lang aan de kant hield. De centrale verdediger, die ook als rechtsback inzetbaar was, raakte hierna zijn vaste stek kwijt. Uiteindelijk zou hij in drie jaar eredivisie toch nog tot een totaal van 33 competitiewedstrijden komen. Na tien jaar profvoetbal keerde Hermans in 1979 terug naar SV Blerick om daar nog één jaar in het eerste elftal te spelen. Vervolgens was de Blerickenaar twintig jaar werkzaam als trainer in het amateurvoetbal bij SV Blerick, FCV, KVC en Wittenhorst. Na zijn trainersschap is Hermans nog betrokken geweest bij VVV als beheerder van het spelershome en de persruimte. Daarnaast heeft hij tot 74-jarige leeftijd nog gevoetbald bij de veteranen van SV Blerick.

## Statistieken
| Seizoen         | Club            | Competitie      | Competitie | Competitie | Beker | Beker | Overige | Overige | Totaal | Totaal |
| Seizoen         | Club            | Competitie      | Wed.       | Dlp.       | Wed.  | Dlp.  | Wed.    | Dlp.    | Wed.   | Dlp.   |
| --------------- | --------------- | --------------- | ---------- | ---------- | ----- | ----- | ------- | ------- | ------ | ------ |
| 1969/70         | FC VVV          | Tweede divisie  | 28         | 2          | 1     | 0     | —       | —       | 29     | 2      |
| 1970/71         | FC VVV          | Tweede divisie  | 32         | 0          | 1     | 0     | —       | —       | 33     | 0      |
| 1971/72         | FC VVV          | Eerste divisie  | 28         | 0          | 1     | 0     | —       | —       | 29     | 0      |
| 1972/73         | FC VVV          | Eerste divisie  | 32         | 1          | 2     | 0     | —       | —       | 34     | 1      |
| 1973/74         | FC VVV          | Eerste divisie  | 37         | 0          | 2     | 0     | —       | —       | 39     | 0      |
| 1974/75         | FC VVV          | Eerste divisie  | 35         | 0          | 2     | 0     | —       | —       | 37     | 0      |
| 1975/76         | FC VVV          | Eerste divisie  | 30         | 0          | 2     | 0     | 6       | 0       | 38     | 0      |
| 1976/77         | FC VVV          | Eredivisie      | 13         | 0          | 0     | 0     | —       | —       | 13     | 0      |
| 1977/78         | FC VVV          | Eredivisie      | 19         | 0          | 0     | 0     | 3       | 0       | 22     | 0      |
| 1978/79         | FC VVV          | Eredivisie      | 1          | 0          | 0     | 0     | —       | —       | 1      | 0      |
| Carrière totaal | Carrière totaal | Carrière totaal | 255        | 3          | 11    | 0     | 9       | 0       | 275    | 3      |